# Giacomo Lomellino del Canto
Giacomo Lomellino del Canto (falecido a 9 de agosto de 1575) foi um prelado católico romano que serviu como Arcebispo de Palermo (1571–1575), Bispo de Mazara del Vallo (1562–1571), e Bispo de Guardialfiera (1557 –1562).

## Biografia
No dia 21 de junho de 1557, Giacomo Lomellino del Canto foi nomeado pelo Papa Paulo IV como Bispo de Guardialfiera. A 17 de abril de 1562, foi nomeado pelo Papa Pio IV como Bispo de Mazara del Vallo. A 10 de janeiro de 1571, foi nomeado pelo Papa Pio V como Arcebispo de Palermo. Canto serviu como arcebispo de Palermo até à sua morte no dia 9 de agosto de 1575.
Enquanto bispo, foi o principal co-consagrador de Ludovico de Torres, arcebispo de Monreale (1573) e Marco Saracini, bispo de Volterra (1574).